# Zainab Bangura
Haja Zainab Hawa Bangura (Yonibana, 18 de dezembro de 1959) é uma ativista social e política serra-leonesa. É atualmente diretora-geral do Escritório das Nações Unidas em Nairóbi, tendo sido apontada ao cargo pelo secretário-geral das Nações Unidas.
Entre 2007 e 2010, Zainab Bangura ocupou o cargo de ministra das Relações Exteriores da Serra Leoa, no governo do presidente Ernest Bai Koroma, do Partido do Congresso de Todo Povo (APC).Ela foi a segunda mulher no país a ocupar no cargo, precedida por Shirley Gbujama, que ocupou esse cargo de 1996 a 1997. Zainab Bangura também serviu no Ministério da Saúde e Saneamento entre 2010 e 2012.
Entre 2012 e 2017, Zainab Bangura foi Representante Especial do Secretário-Geral das Nações Unidas sobre a Violência Sexual em Conflitos. Foi a segunda a ocupar o cargo, sucedendo a sueca Margot Wallström, e foi sucedida pela mauriciana Pramila Patten.
Zainab Bangura declara-se muçulmana devota.